# ماندرين أورينتال هايد بارك

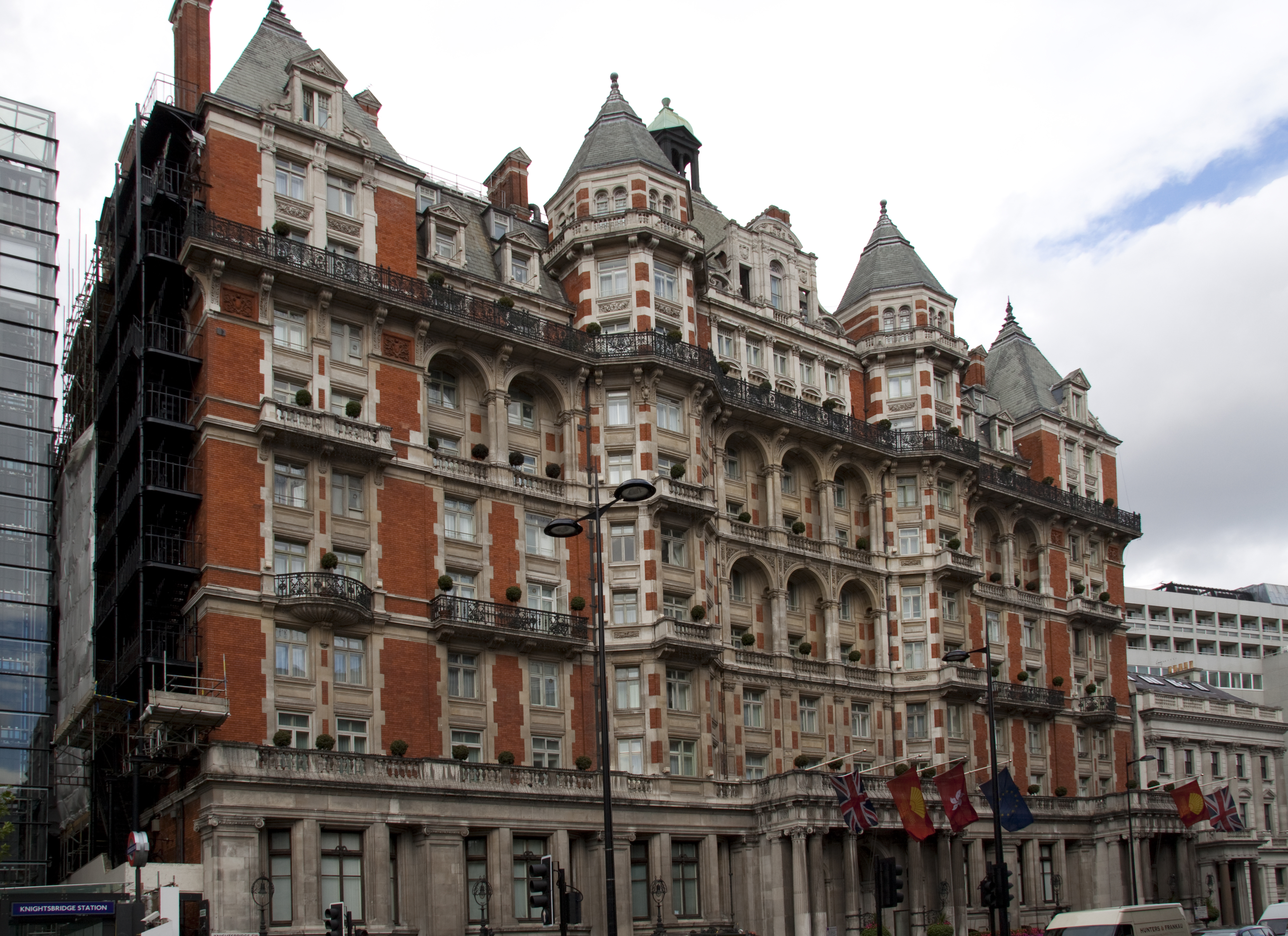
ماندرين أورينتال هايد بارك.

ماندرين أورينتال هايد بارك هو فندق ذو خمس نجوم يقع في نايتسبرج في العاصمة البريطانية لندن.
بني على طراز فيكتوري - فرانكوني، وكان أطول مبنى في لندن عند بنائه عام 1889 م. نزل الرئيس المصري عبد الفتاح السيسي في الفندق حين زار البلاد سنة 2015 م.